# Laws of Identity
De Laws of Identity zijn werkzame principes die door Kim Cameron in samenwerking met een groep denkers op het Internet zijn gedestilleerd uit diverse analyses ten aanzien van Identity Management.
De zeven wetten zijn dan ook geen wetten maar uitgangspunten om een goed werkend en vertrouwd stelsel van maatregelen te kunnen treffen om het beheer en gebruik van digitale identiteiten te kunnen realiseren. Op basis van de wetten is een open Identity Metasystem ontwikkeld, dat als een raamwerk in staat is Identity Management mogelijk te maken.

## Zeven wetten
Cameron formuleerde de volgende zeven wetten:
1. User Control and Consent - De gebruiker bepaalt zelf welke gegevens worden gebruikt.
2. Minimal Disclosure for a Constrained Use - Niet meer dan de minimaal noodzakelijke identificerende gegevens worden gebruikt.
3. Justifiable Parties - Uitsluitend partijen die binnen een transactie betrokken moeten zijn, worden betrokken. Er is dus geen intermediair, of identiteitenverschaffer, die mee kan kijken.
4. Directed Identity - De digitale identiteit wordt niet rondgebazuind. De gebruiker deelt zijn identiteit alleen zelf mee aan een bepaalde ontvanger.
5. Pluralism of Operators and Technologies - Iedereen kan zelf bepalen welk product of hulpmiddel wordt ingezet. Dat betekent dat een framework daadwerkelijk uit open standaarden moet bestaan.
6. Human Integration - De mens maakt een ondeelbaar onderdeel uit van het metasystem. Dat betekent dat er ook eenvoudige hulpmiddelen moeten bestaan om de mens bij het identificatieproces te ondersteunen.
7. Consistent Experience Across Contexts - Het metasystem moet eenduidig zijn. Het moet op ongeveer dezelfde manier werken bij zowel het browsen als het verwerken van transacties of chatten.

Wet 3 geeft bijvoorbeeld aan waarom het Microsoft Passport buiten de Microsoft Network (MSN) wereld niet kon werken: partijen op internet (zowel gebruikers als bedrijven) accepteerden geen derde in hun onderlinge zakelijke relatie. Noch een Microsoft, noch een andere partij. Het is in dit geval dus niet zo dat Microsoft niet wordt vertrouwd, elke willekeurige derde zal niet worden vertrouwd.

## Implementaties
De geformuleerde wetten zijn inmiddels op grote schaal geaccepteerd en vele leveranciers en organisaties, zowel uit de commerciële als uit de open source wereld, ontwikkelen producten die aansluiten op dit gedachtegoed. Een open source project dat zich hierop richt is Higgins project.